# Приказ № 227
Приказ «О мерах по укреплению дисциплины и порядка в Красной Армии и запрещении самовольного отхода с боевых позиций» (или в просторечии «Ни шагу назад!») — приказ № 227 Народного комиссара обороны СССР И. В. Сталина от 28 июля 1942 года.
После войны текст приказа полностью был опубликован только в 1988 году, до этого публиковался с купюрами, первая такая публикация была в 1958 году.
Приказ являлся одним из документов, направленных на сохранение воинской дисциплины в вынужденно отступающих частях Красной армии, другой такой приказ — Приказ № 270. Запрещал отход войск без приказа, вводил формирование штрафных частей из числа провинившихся в нарушении дисциплины по трусости или неустойчивости — отдельные штрафные батальоны в составе фронтов и отдельные штрафные роты в составе армий, а также заградительные отряды в составе армий.

## Предыстория
Приказ появился в связи с резким обострением стратегической обстановки на фронте, когда войска Красной армии после поражения в Харьковской операции 1942 года, неудачных боёв в районе Воронежа, на Дону и на Донбассе, с большими потерями отступали до Волги и Северного Кавказа. Немцы захватили густонаселённые и наиболее развитые промышленные и сельскохозяйственные районы СССР. В документе констатировалось: на оккупированной территории осталось 70 млн советских граждан и огромные стратегические ресурсы, СССР потерял перевес над нацистской Германией в людских резервах и запасах хлеба, дальнейшее отступление грозило государству гибелью.
Проект текста приказа составил начальник Генштаба Александр Василевский, однако, по его словам, от первоначального текста практически ничего не осталось, Сталин забрал его проект и кардинально переписал. В частности, последнему принадлежало авторство слов о том, что население якобы «проклинает» Красную армию за отступление.
Вопреки распространённому заблуждению, приказом № 227 не создавались советские заградительные отряды, они и так уже существовали и действовали — заградительные отряды НКВД присутствовали во всех предыдущих вооружённых конфликтах с участием советских войск и непрерывно обеспечивали тыл РККА с июня 1941 года, к 20 июля они действовали на всех фронтах без исключения, — приказом № 227 создавались заградительные отряды в самой РККА, то есть отряды армейского подчинения в самих же армиях, помимо уже прикомандированных отрядов НКВД. Таким образом, армейское командование получало возможность задействовать собственные заградотряды без необходимости регулярного обращения к НКВД.

## Суть и цели
Приказ имел целью ликвидировать пораженческие настроения в войсках, повысить уровень дисциплины и ответственности командного состава. В начале большой преамбулы Сталин эмоционально опровергал точку зрения, будто отступать можно долго, так как «страна у нас большая». Потом описан и опыт врага: в декабре 1941 года Гитлер издал схожий «стоп-приказ», по которому в частности, в вермахте формировались штрафные роты.
В основном тексте Иосиф Сталин требовал наведения в армии «строжайшего порядка и железной дисциплины», снимать с должностей и судить командиров любого ранга, которые допустили отступление войск без приказа вышестоящего командира. Для каждого военнослужащего объявлялось требование — ни шагу назад без приказа командования. Паникёров и трусов предписывалось уничтожать на месте. Предполагалось сформировать в пределах фронта 1—3 штрафных батальона по 800 человек, а в пределах армии — 5—10 штрафных рот по 150—200 человек в каждой; 3—5 заградительных отрядов (до 200 человек в каждом), которые должны были не допустить несанкционированного отхода частей с занимаемых позиций. Командование фронтов обязывалось «ликвидировать отступательные настроения в войсках», а также снимать с поста и направлять в Ставку Верховного Главнокомандования для привлечения к военному суду командиров, которые позволили самовольное отступление с позиций без приказа командующего фронта. Аналогичные действия армейского командования предусматривались в отношении командиров и комиссаров корпусов, полков и батальонов.

## Роль документа
Дальнейшие события показали, что меры, осуществлённые согласно приказу, не смогли полностью остановить отступление советских войск, однако позволили преодолеть панический характер отступлений. Приказ сыграл мобилизующую роль в наведении строжайшей дисциплины и порядка, однако предназначенный для повышения боевого духа деморализованной Красной армии, имел во многом также пагубное влияние и местами его исполнение саботировалось командирами, которые помимо всего прочего видели в выделении войск для заградительных отрядов только лишнюю трату личного состава.
Общее количество личного состава Красной армии, получившее приговор суда, составляло 994 300 человек, 436 600 отправились в места лишения свободы после вынесения приговора. Через штрафные подразделения (роты и батальоны) за период с сентября 1942 по май 1945 прошло 427 910 человек. Не включены в статистику 212 400 дезертиров, которые сбежали с позиций и не были найдены, либо были направлены заградительными отрядами непосредственно к месту службы.
29 октября 1944 года приказом № 0349 наркома обороны И. В. Сталина заградительные отряды были расформированы в связи с существенным изменением обстановки на фронте. Личный состав пополнил стрелковые подразделения.

## Оценки и результаты
Текст Приказа № 227 до 1988 года в полном виде не публиковался, полностью он был опубликован лишь в августе 1988 года в 8 номере «Военно-исторического журнала». Чтобы опубликовать полный текст Приказа в своей книге «Сталинградская битва», академик А. М. Самсонов долго добивался снятия ограничений на его публикацию, установленных, как он выразился, «перестраховщиками», и приказ полностью вошёл только в четвёртое издание этой книги, печатавшейся в конце 1988 года.
Приказ оценивали весьма полярно даже в сталинское время. В частности, справка управления Особых отделов НКВД «О реагировании личного состава на Приказ № 227» приводит ряд примеров негативных и пессимистичных высказываний. Военврач 3-го ранга Ольшанецкий в беседе назвал приказ Ставки последним криком отчаяния, когда Красная армия уже не в силах устоять против немцев, добавив: «Всё равно из этого мероприятия ничего не получится». Санинструктор Демченко после объявления приказа сказал: «Всё это не поможет. Или свои всех перебьют, или все сдадутся в плен, но наша не возьмёт». В свою очередь, по оценке генерала армии Сергея Штеменко, приказ № 227 чрезвычайно благотворно повлиял на боеспособность войск.

Приказ № 227 — один из самых сильных документов военных лет по глубине патриотического содержания, по степени эмоциональной напряженности. Я, как и многие другие генералы, видел некоторую резкость оценок приказа, но их оправдывало очень суровое и тревожное время. В приказе нас, прежде всего, привлекало его социальное и нравственное содержание.
 — А. Василевский. Дело всей жизни.

Мы… целый час, оглушённые, молчали после того, как прочли приказ. По-настоящему я пришёл в себя только через несколько дней в Москве. Все эти дни мне казалось, что течение времени прекратилось. До этого война наматывалась как клубок, сначала как клубок несчастий, потом, в декабре сорок первого, этот клубок как будто начал разматываться, но потом он снова начал наматываться, как клубок новых несчастий. И вдруг, когда я прочел этот приказ, словно всё остановилось. Теперь движение жизни представлялось в будущем каким-то прыжком — или перепрыгнуть, или умереть!
 — К. М. Симонов. Разные дни войны : Дневник писателя. — Т. 2. 1942—1945 годы.

Сталин надеялся, что под угрозой расстрелов и штрафбатов красноармейцы будут сражаться упорнее и нанесут больше урона врагу. В действительности порой выходило наоборот. Опасаясь репрессий, командиры всех уровней порой запаздывали с отходом, а это вело только к дополнительным потерям.
— Соколов, 2013, с. 45

## В культуре
Поэт и военкор Константин Симонов, прочитав приказ № 227, 28-30 июля 1942 года в пути с фронта, написал стихотворение «Безымянное поле», которое по его словам: «для меня самого было прямым и немедленным ответом на то потрясение, которое я испытал, прочитав этот приказ».
«Приказ № 227» — песня Егора Летова и группы «Гражданская оборона» с альбома «Долгая счастливая жизнь».